# Kristjan Oja
Kristjan Oja (* 8. August 1968 in Tallinn) ist ein früherer estnischer Biathlet.
Kristjan Oja war für Dünamo Tallinn aktiv und wurde von Tõnu Pääsuke trainiert. Er begann 1979 mit dem Sport. Er rückte während der Trennung Estlands von der Sowjetunion in den neu entstehenden Biathlon-Nationalkader auf. Sein erstes einziges Großereignis wurden die Olympischen Winterspiele von Albertville, bei denen er 57. des Einzels wurde. Nach seiner Karriere begann er für den estnischen Verband zu arbeiten. Seit 2012 war er technischer Delegierter der IBU und Generalsekretär des estnischen Verbandes und seit 2014 Mitglied des Technischen Ausschusses der IBU.
2018 wurde er zum Renndirektor des IBU-Cups ernannt.
Ojas Tochter Regina Ermits ist ebenfalls Biathletin.

## Weltcupstatistik
Die Tabelle zeigt alle Platzierungen (je nach Austragungsjahr einschließlich Olympische Spiele und Weltmeisterschaften).
- 1.–3. Platz: Anzahl der Podiumsplatzierungen
- Top 10: Anzahl der Platzierungen unter den ersten zehn (einschließlich Podium)
- Punkteränge: Anzahl der Platzierungen innerhalb der Punkteränge (einschließlich Podium und Top 10)
- Starts: Anzahl gelaufener Rennen in der jeweiligen Disziplin

| Platzierung                                    | Einzel | Sprint | Verfolgung | Massenstart | Team | Staffel | Gesamt |
| ---------------------------------------------- | ------ | ------ | ---------- | ----------- | ---- | ------- | ------ |
| 1. Platz                                       |        |        |            |             |      |         |        |
| 2. Platz                                       |        |        |            |             |      |         |        |
| 3. Platz                                       |        |        |            |             |      |         |        |
| Top 10                                         |        |        |            |             |      |         |        |
| Punkteränge                                    |        |        |            |             |      |         |        |
| Starts                                         | 1      |        |            |             |      |         | 1      |
| Stand: Karriereende, Daten wohl nicht komplett |        |        |            |             |      |         |        |